# Hilde Riis
Hilde Synnøve Riis (* 6. Mai 1959 in Lørenskog) ist eine ehemalige norwegische Skilangläuferin.
Riis, die für den Sylling IF startete, gewann bei den Junioreneuropameisterschaften 1978 in Murau die Bronzemedaille mit der Staffel. Bei ihrer einzigen Olympiateilnahme im Februar 1980 in Lake Placid lief sie auf den 30. Platz über 10 km. Im Jahr 1983 gewann sie das Birkebeinerrennet. Bei norwegischen Meisterschaften wurde sie im Jahr 1979 mit der Staffel und im Jahr 1981 über 20 km jeweils Dritte.